# Barmah-Nationalpark
Der Barmah-Nationalpark ist ein Nationalpark im Norden des australischen Bundesstaates Victoria. Er liegt zwischen den Orten Barmah und Strathmerton am Murray River, etwa 225 Kilometer nördlich von Melbourne.

## Geschichte
Schon lange vor der europäischen Besiedlung waren im Gebiet Aborigines des Stammes der Yorta Yorta ansässig, was archäologische Funde belegen.
Das Gebiet wurde gegen Ende der 1830er Jahre von Europäern erforscht und bald danach besiedelt. Die Nutzung erfolgte als Weide von Schafen und Rindern. Holzeinschlag in den Wäldern erfolgte insbesondere zur Gewinnung von Bauholz. Außerdem wurde hier Holzkohle hergestellt. Spuren dieser alten Nutzungen sind noch heute im Gebiet erkennbar.
Die Staatsregierung von Victoria stellte den Barmah-Nationalpark im Jahr 2010 als einen von vier Anlagen unter Schutz. Damit wurde der fortschreitenden Ausrottung der Wälder aus Rotem Eukalyptus (Eucalyptus camaldulensis) begegnet, deren weltgrößtes Vorkommen hier noch vorhanden ist. Diese Bäume haben eine hohe natürliche, kulturelle und auch wirtschaftliche Bedeutung, werden bis zu 500 Jahren alt und bis zu 45 Meter hoch. Sie können Überschwemmungen, die es durch den Murray gibt, problemlos überstehen. Als Gefährdungsursache vermutet man außer dem Klimawandel auch Wasserknappheit. Die anderen drei Parks, die damals unter Schutz gestellt wurden, waren der Gunbower-Nationalpark, der Lower-Goulburn-Nationalpark und der Warby-Ovens-Nationalpark.

## Flora und Fauna

Vogelarten im Nationalpark
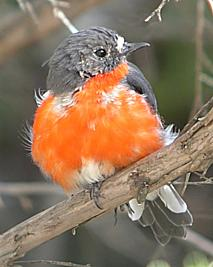
Flammenbrustschnäpper
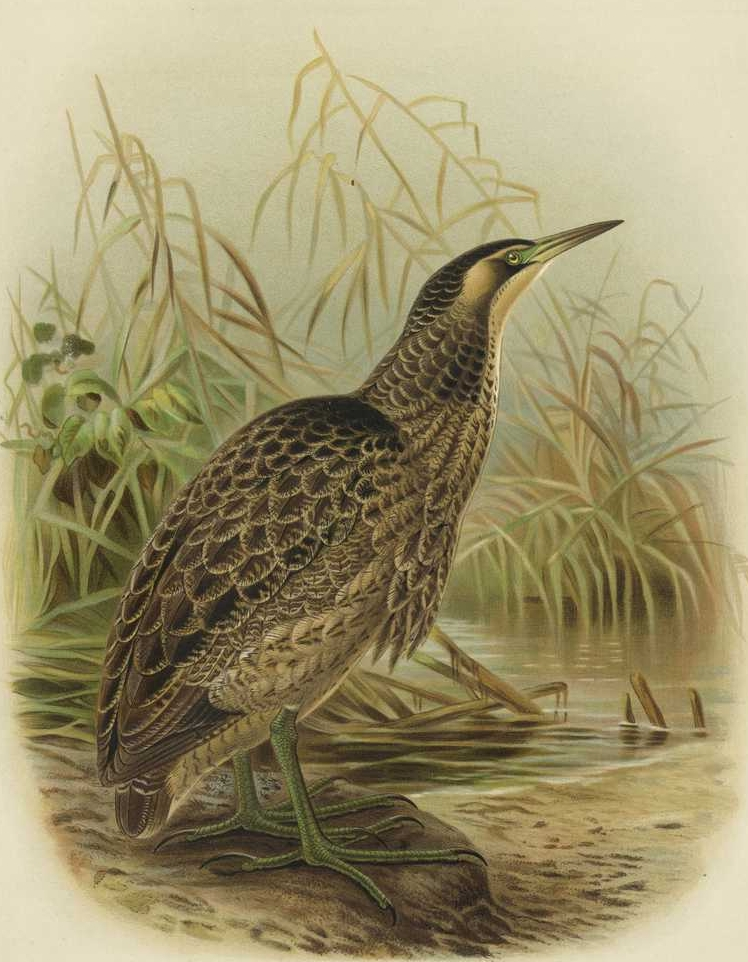
Australische Rohrdommel
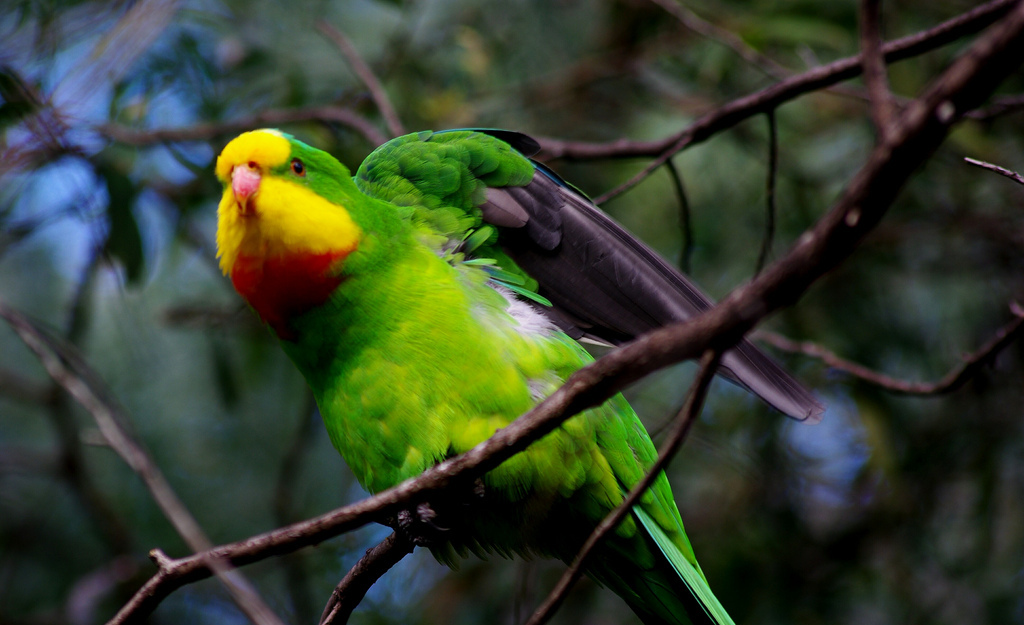
Schildsittich
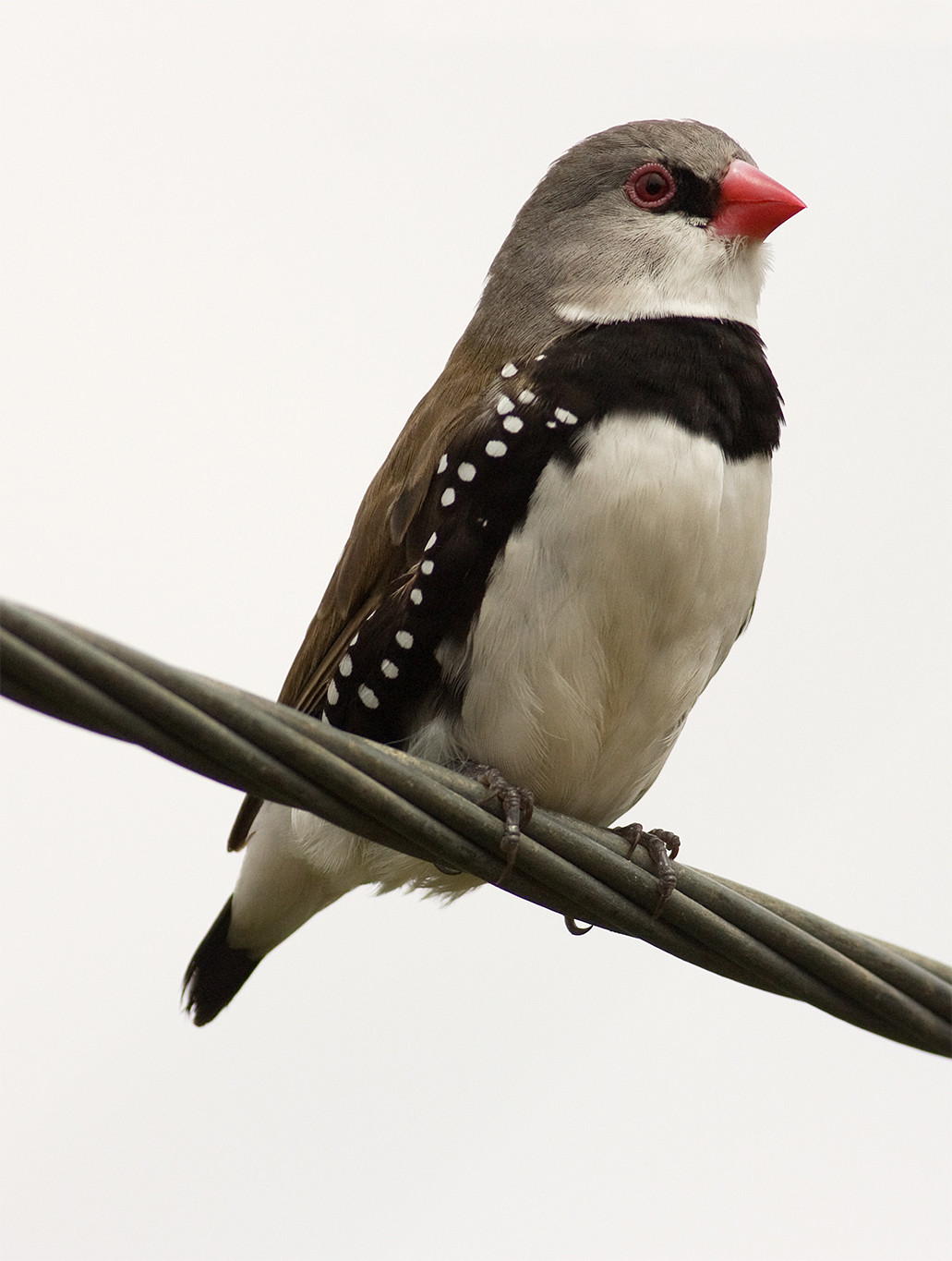
Diamantfink
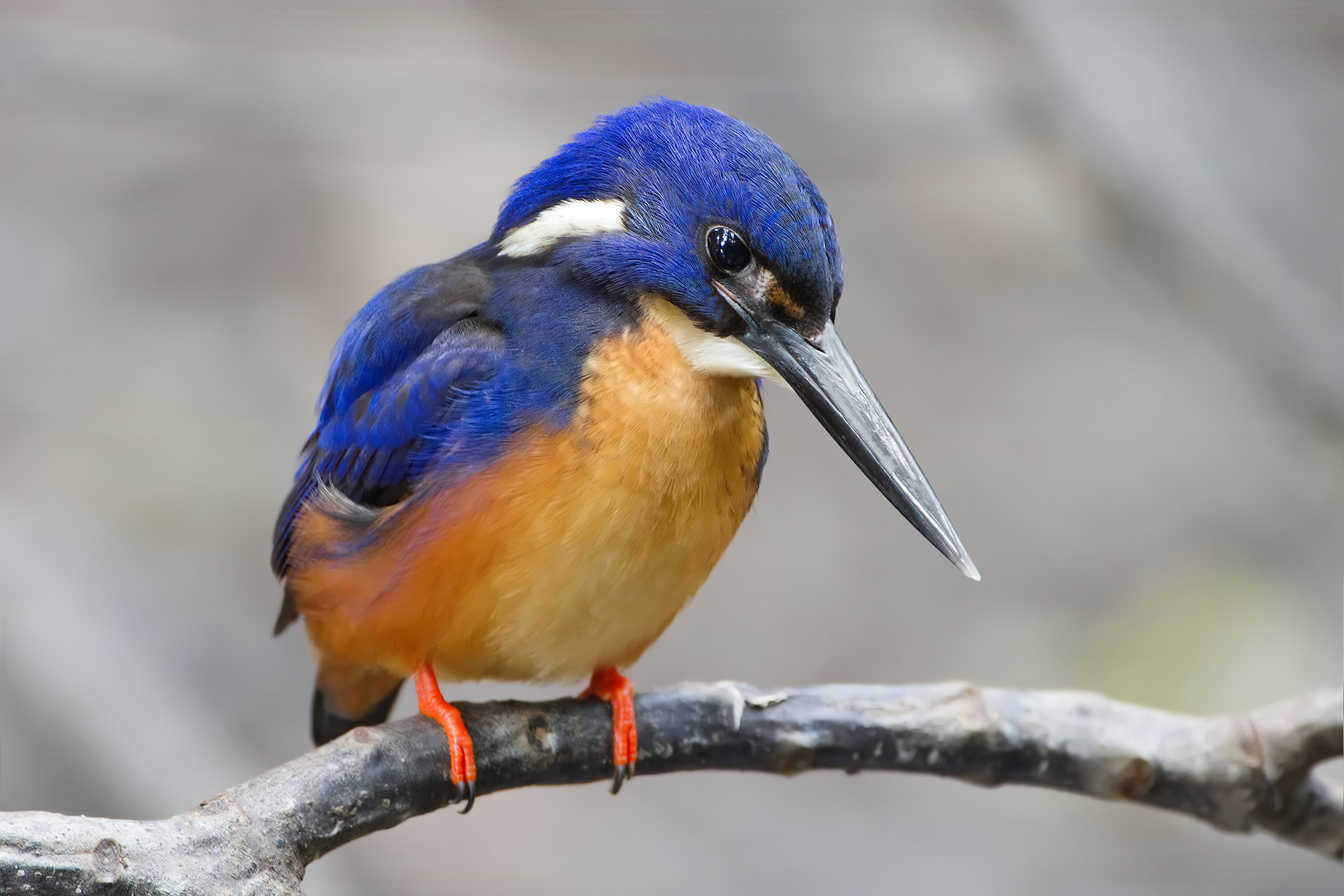
Azurfischer

Der Barmah-Nationalpark gehört zur viel größeren Important Bird Area von Barmah-Millewa. Dort werden weltweit als wichtig angesehene Populationen der Australischen Rohrdommel, des Schildsittichs, des Flammenbrustschnäppers (Petroica phoenicea) und des Diamantfinken geschützt. Auch dient der Park bei Hochwasser als Lebensraum für viele dort brütende Wasservögel. Insgesamt wurden bisher mehr als 200 Vogelarten nachgewiesen. Darunter sind der Brolgakranich, der Rotrückenreiher, Löffler, Weißbauch-Seeadler, Azurfischer und Emu.
Seltene Säugetierarten sind der Mittlere Gleithörnchenbeutler, der Große Pinselschwanzbeutler und der Riesenbeutelmarder. Verbreitet kommen das Östliche Graue Riesenkänguru und der Koala vor.
Außerdem finden sich im Nationalpark 38 seltene und vom Aussterben bedrohte Pflanzenarten.

Säugetierarten im Nationalpark
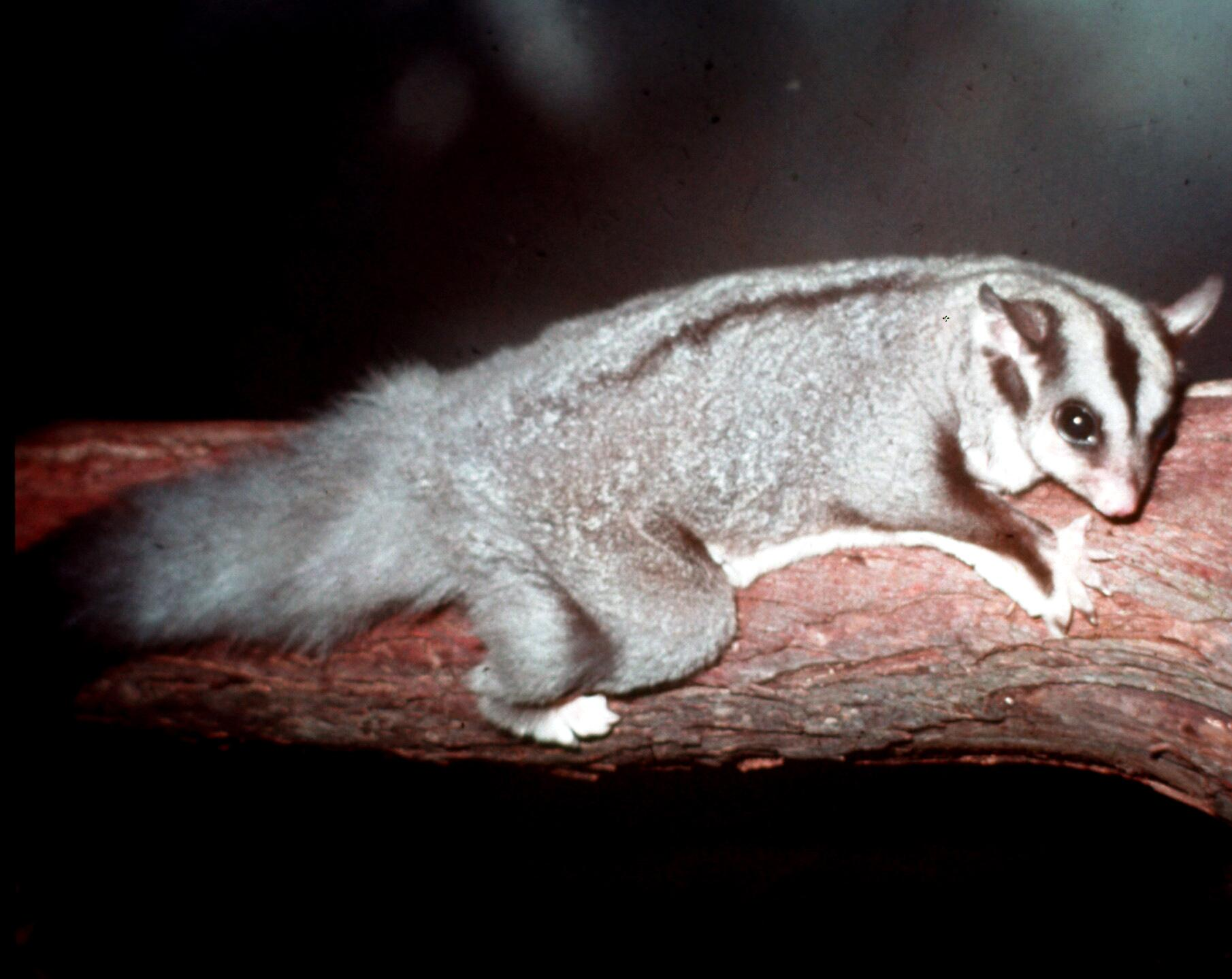
Mittlerer Gleithörnchenbeutler
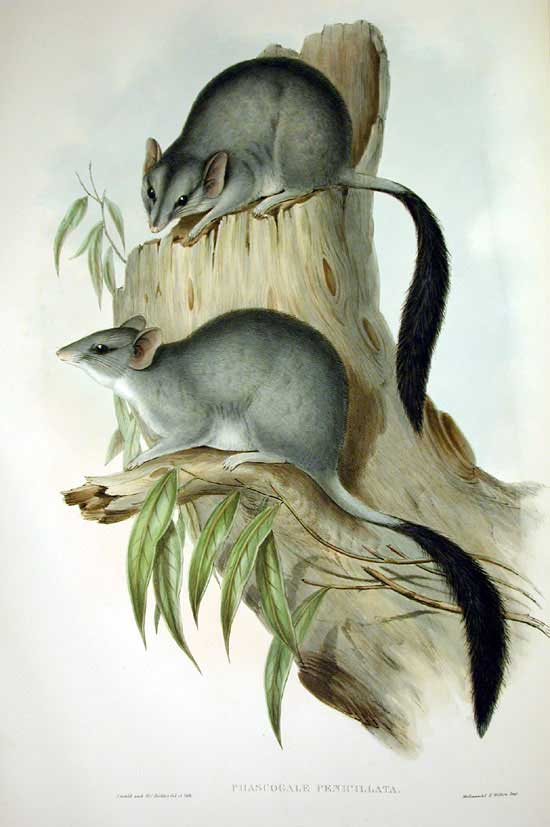
Großer Pinselschwanzbeutler
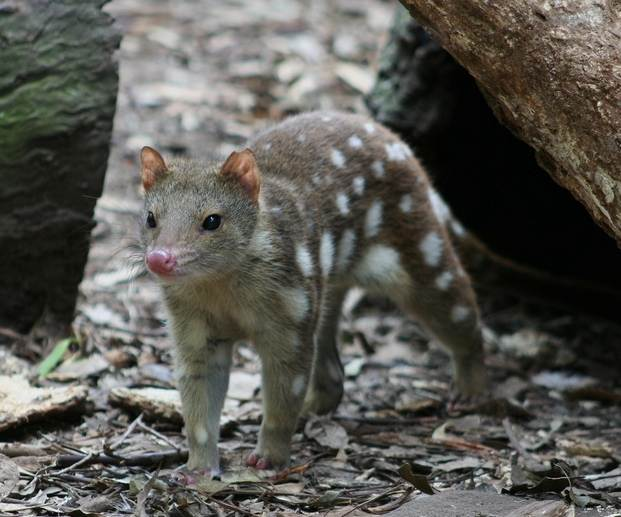
Riesenbeutelmarder
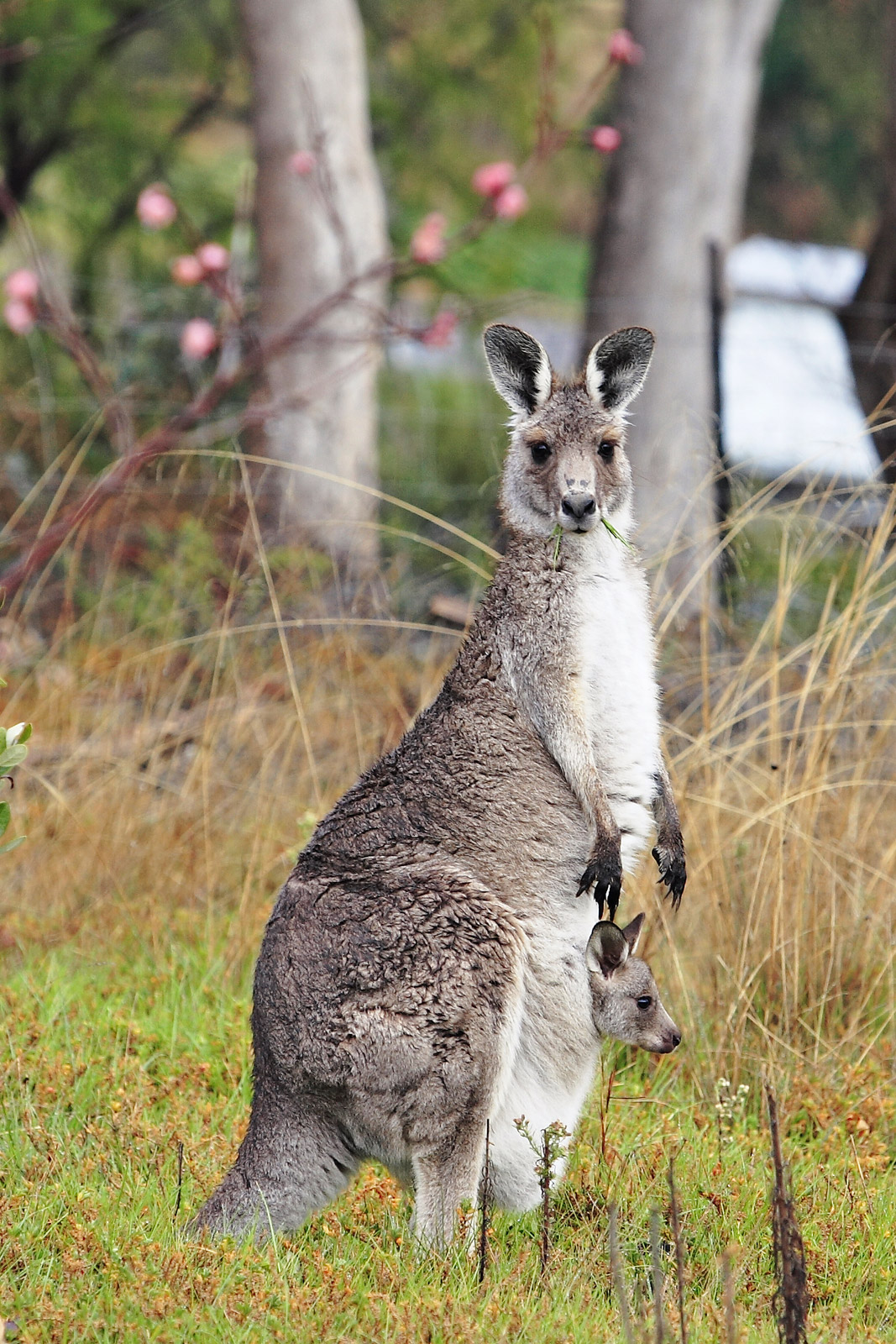
Graues Riesenkänguru
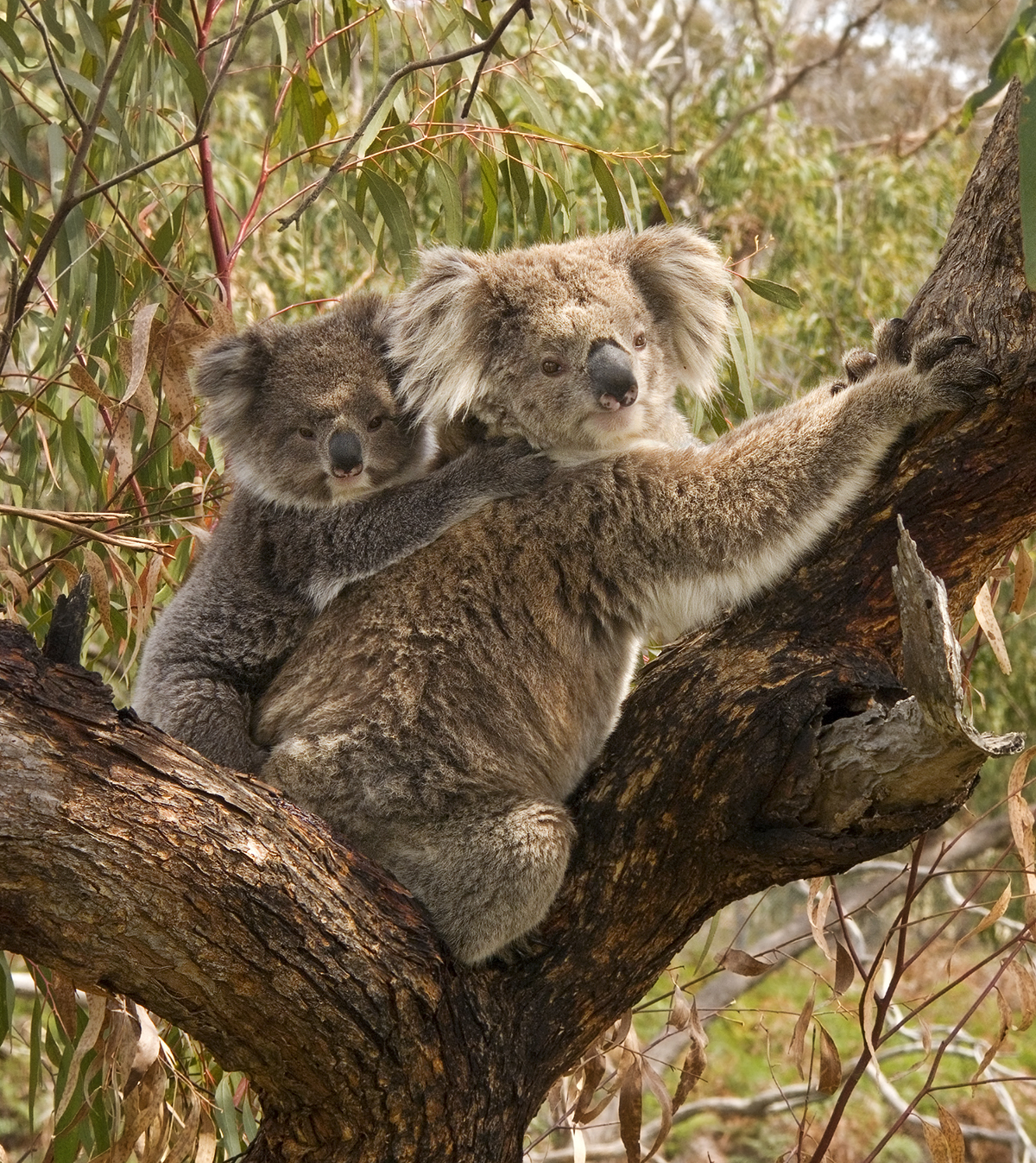
Koala

## Tourismus
Im Park gibt es mehrere Wanderwege, man kann campen, Boot fahren, fischen und schwimmen.